# Urota sinope
Urota sinope är en fjärilsart som beskrevs av John Obadiah Westwood 1849. Urota sinope ingår i släktet Urota och familjen påfågelsspinnare. Inga underarter finns listade i Catalogue of Life.